# 페트로리멕스
베트남 석유그룹 또는 페트로리멕스(Petrolimex)는 석유를 취급하는 베트남의 국유기업이다.